# Spartak Moskau

Spartak-Fans beim Derby gegen ZSKA (1:5) am 12. Juli 2008

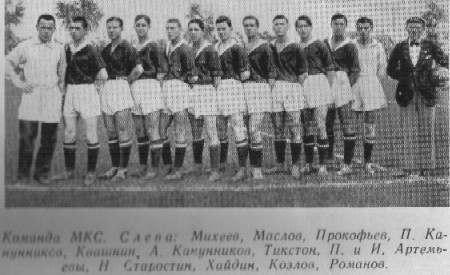
Die Gründungsmannschaft von 1922

Spartak Moskau (russisch Спартак Москва, Spartak Moskwa, wiss. Transliteration Spartak Moskva, vollständiger Name auf russisch ОАО Футбольный клуб „Спартак-Москва“, OAO Futbolni klub Spartak-Moskwa) ist ein russischer Fußballverein aus der Hauptstadt Moskau. Der heutige Verein ging aus dem sowjetischen Sportclub Spartak Moskau hervor. Der Club gehört mit 12 sowjetischen und zehn russischen Meisterschaften zu den erfolgreichsten Vereinen des Landes. Somit ist Spartak der Rekordmeister in Russland. Neben der Fußball- ist auch die Eishockeyabteilung HK Spartak Moskau international bekannt. Die Vereinsfarben sind Rot-Weiß. Rechtsform der Fußballmannschaft ist die einer offenen Aktiengesellschaft (OAO/Otkrytoje Akzionernoje Obschtschestwo). Spartak Moskau ist nach einer Umfrage knapp die populärste Fußballmannschaft Russlands. Deswegen lautet einer ihrer Spitznamen „das Volksteam“.

## Geschichte

### Sowjetunion
Spartak Moskau wurde 1922 als MKS (russisch Московский кружок спорта Краснопресненского района/Moskowski kruschok sporta Krasnopresnenskowo rajona) von Nikolai Starostin gegründet. Die Fußballmannschaft spielte damals im Stadion des Stadtteils Presnenski oder Presnja und benannte sich nach dem Stadtteil bald in Krasnaja Presnja (russisch Красная Пресня/Rotes Presnja) um.
1936 suchte der Verein nach einem neuen Namen. Starostin schlug den Namen Spartak vor, welcher auf allgemeine Zustimmung der Beteiligten stieß. Über den Ursprung dieses Namens gibt es verschiedene Versionen: nach einer Version kam Starostin beim Lesen eines Buches über den Sklavenführer Spartacus auf diese Idee, nach einer anderen Version soll der Name auf ein Spiel zurückzuführen sein, das 1927 gegen eine deutsche Arbeitermannschaft stattfand, die nach dem Spartakusbund benannt war.
Am 6. Juli 1936 bestritten zwei Mannschaften von Spartak Moskau ein Demonstrationsspiel auf dem Roten Platz in Moskau. Josef Stalin beobachtete das ganze auf der Ehrentribüne.
Als die sowjetische Fußballliga 1936 gegründet wurde, war Spartak die zweite Mannschaft überhaupt, die diesen Wettbewerb gewinnen konnte. Bis 1960 wurde der sowjetische Fußball von den Moskauer Mannschaften dominiert, zu denen auch Spartak gehörte. Die Mannschaft gehörte während des gesamten Bestehens der Sowjetunion zu den Spitzenteams der Liga.
Im Rahmen der Austragung des UEFA-Pokals 1982/83 kamen am Rande des Spiels zwischen Spartak Moskau und dem niederländischen Klub HFC Haarlem, das als Luzhniki-Katastrophe bekannt wurde, mindestens 66 Menschen ums Leben.
Spartak Moskau ist zwölffacher sowjetischer Meister und wurde nur von dem ukrainischen Verein Dynamo Kiew, der mit dreizehn gewonnenen Meisterschaften der Rekordtitelträger ist, übertroffen. Außerdem ist Spartak Moskau Rekordsieger im sowjetischen Fußballpokal, der zehn Mal gewonnen werden konnte. In der ewigen Tabelle der sowjetischen Liga belegt Spartak mit 2483 Toren und 722 gewonnenen Spielen den ersten Platz.

### Russland

#### 1992–2003: Serienmeister
Der FK Spartak Moskau war nach dem Zusammenbruch der Sowjetunion einer der Gründungsmitglieder der neu geschaffenen russischen Obersten Liga und etablierte sich sofort als russischer Topverein. Bereits die erste Austragung der russischen Liga 1992 wurde gewonnen. Ebenfalls 1992 wurde Spartak zum letzten Gewinner des sowjetischen Fußballpokals, wobei im Finale der Rivale ZSKA Moskau mit 2:0 besiegt wurde. 1993 wurde der Meistertitel in der russischen Liga verteidigt. Auf europäischer Ebene kam Spartak bis ins Halbfinale des Europapokales der Pokalsieger 1992/93. 1994 wurde das erste Double geschafft, als der dritte nationale Meistertitel in Folge sowie der erste Gewinn des Pokales gefeiert wurden. Es folgte eine beeindruckende Siegesserie als von 1996 bis 2001 insgesamt sechs Austragungen der heimischen Liga gewonnen wurden. 1998 wurde das nächste Double erkämpft, wobei im Finale erneut ZSKA nach Elfmeterschießen bezwungen wurde. Im UEFA-Pokal 1997/98 schaffte es Spartak bis ins Halbfinale des Wettbewerbs, wo sie dem späteren Gewinner Inter Mailand unterlegen waren.
Spartak wurde mit damals gewonnenen neun Meisterschaften russischer Rekordmeister. Daneben stehen drei Gewinne des Russischen Pokals aus den Jahren 1994, 1998 und 2003 zu Buche. Von den ersten zehn Spielzeiten der russischen Premjer-Liga nach dem Ende der Sowjetunion (ab 1992) konnte Spartak nur eine (1995 wurde nur der dritte Platz erreicht) nicht als Meister abschließen und hat die heimische Liga nach Belieben dominiert. Die Mannschaft rangiert in der ewigen Tabelle der russischen Premjer-Liga mit großem Abstand auf dem ersten Platz. Acht Meistertitel und vier Pokalsiege schaffte Spartak mit dem Cheftrainer Oleg Romanzew, der den Trainerposten bereits im Jahre 1989 übernommen hatte. Ab 1993 war er zudem auch Präsident des Vereins.
Nach 2001 wurde diese beeindruckende Siegesserie unterbrochen. Der Verein driftete ins Mittelmaß des russischen Fußballs. Spartak beendete die folgende Spielzeit 2002 als Dritter. In der Gruppenphase der UEFA Champions League 2002/03 wurden alle sechs Partien mit einem Torergebnis von 1:18 verloren. Die Saison 2003 wurde Spartak sogar nur Zehnter. Am 15. Juni 2003 gewann Spartak das Finale des russischen Pokals im hauptstädtischen Lokomotive-Stadion mit 1:0 gegen den FK Rostow. Kurze Zeit später wurde der langjährige Trainer Oleg Romanzew nach anhaltender Erfolglosigkeit seines Amtes enthoben, nachdem er zuvor bereits das Präsidentenamt verloren hatte. Neuer Trainer wurde Andrei Tschernyschow.

#### 2004–2015: Titellosigkeit
Neuer Besitzer und Präsident wurde der russische Milliardär Leonid Fedun, der 90 % der Besitzanteile für 70 Millionen US-Dollar von Andrei Tscherwitschenko erworben hatte. Durch die erheblichen finanziellen Mittel des neuen Hauptsponsors Lukoil, dessen Vizepräsident ebenfalls Leonid Fedun ist, gelang es jedoch dem Verein die Qualität der Mannschaft zu verstärken. Nach dem achten Tabellenplatz 2004 spielte Spartak in den Spielzeiten 2005 und 2006 wieder um die Meisterschaft und wurde jeweils Vizemeister.
Spartak hatte sich durch den Gewinn der Vizemeisterschaft 2005 für die zweite Qualifikationsrunde der UEFA Champions League 2006/07 qualifiziert. Die Mannschaft kam gegen Sheriff Tiraspol aufgrund der Auswärtstorregel weiter. In der dritten Qualifikationsrunde wurde Slovan Liberec bezwungen. Nach der Gruppenphase belegte Spartak den dritten Platz hinter FC Bayern München sowie Inter Mailand und war somit für die Runde der letzten 32 im UEFA-Pokal qualifiziert, schied dort jedoch gegen den spanischen Vertreter Celta Vigo aus.
In der dritten Qualifikationsrunde zur UEFA Champions League 2007/08 schied Spartak gegen Celtic Glasgow erst im Elfmeterschießen aus. Somit spielte die Mannschaft aus Moskau in der ersten Runde des UEFA-Pokals 2007/08 weiter. Dort wurde der Gegner BK Häcken mit dem Gesamtergebnis von 8:1 deklassiert. In der Gruppe E mit Bayer 04 Leverkusen, FC Zürich, Sparta Prag und FC Toulouse wurden sie Zweiter. Im Sechzehntelfinale kam gegen Olympique Marseille das Aus.
Im Juni 2007 wurde der ehemalige russische Nationaltorwart Stanislaw Tschertschessow als Trainer unter Vertrag genommen. Unter seiner Leitung wurde Spartak 2007 zum dritten Mal in Folge Vizemeister. Am 12. Juli 2008 kassierte die Mannschaft in der heimischen Liga eine bittere 1:5-Niederlage gegen ZSKA Moskau. Am 13. August 2008 erlebte Spartak ein 1:4-Debakel gegen Dynamo Kiew vor eigenem Publikum in der dritten Qualifikationsrunde zur UEFA Champions League 2008/09. Daraufhin musste am 14. August 2008 der Trainer Stanislaw Tschertschessow seinen Hut nehmen. Anschließend verlor Spartak mit Interimstrainer Igor Ledjachow auch die Auswärtspartie gegen Dynamo Kiew mit 1:4, nahm an der ersten Runde des UEFA-Pokals 2008/09 gegen Baník Ostrava (1:0 und 1:1) teil. In der Gruppe D spielten sie dann gegen Udinese Calcio, Tottenham Hotspur, NEC Nijmegen sowie Dinamo Zagreb und schieden als Tabellenvierter aus dem weiteren Wettbewerb aus. Gegen Ende der enttäuschenden Saison 2008, als Spartak Moskau nur den achten Platz erreichte, wurde im September 2008 der Däne Michael Laudrup als neuer Cheftrainer verpflichtet, der allerdings bereits am 15. April 2009 wieder entlassen wurde. Neuer Trainer wurde Spartaks Generaldirektor Waleri Karpin. Mit ihm konnte das Team in der Spielzeit 2009 erneut den zweiten Tabellenplatz belegen. Dadurch nahm Spartak direkt an der Gruppenphase der UEFA Champions League 2010/11 teil. In der Gruppe F waren die Gegner der FC Chelsea, Olympique Marseille und MŠK Žilina. Als Gruppendritter spielten sie in der UEFA Europa League 2010/11 weiter. Im Sechzehntelfinale wurde der FC Basel überwunden, im Achtelfinale Ajax Amsterdam. Im Viertelfinale musste sich Spartak dem FC Porto geschlagen geben.
In der Saison 2010 wurde der vierte Tabellenrang erreicht. Somit nahm Spartak an der Qualifikation für die UEFA Europa League 2011/12 teil, wo sie allerdings gegen den polnischen Vertreter Legia Warschau nach 2:2 und 2:3 in der Play-off-Runde ausschieden. In der Saison 2012/13 war Spartak Moskau als russischer Vizemeister der Spielzeit 2011/12 der Einzug in die Gruppenphase der UEFA Champions League gelungen. In der Play-off-Runde genügte dazu nach einem 2:1-Heimspielsieg gegen den türkischen Vizemeister Fenerbahçe Istanbul im auswärtigen Rückspiel ein 1:1-Unentschieden. Zusammen mit dem FC Barcelona, Benfica Lissabon und Celtic Glasgow wurde Spartak Moskau in die Gruppe G des Wettbewerbs gelost. Mit nur einem Sieg sowie fünf Niederlagen schied die Mannschaft nach sechs Spielen als Tabellenletzter aus dem Turnier aus.
Im Juni 2012 wurde Unai Emery als neuer Cheftrainer verpflichtet. Ende November 2012 jedoch nach der 1:5-Niederlage gegen Dynamo Moskau wegen Erfolglosigkeit wieder entlassen. Danach übernahm Waleri Karpin erneut den Posten des Cheftrainers, zunächst vorübergehend, später fest. In der Premjer-Liga 2012/13 wurde der vierte Tabellenplatz belegt, der zur Teilnahme an der Qualifikation zur UEFA Europa League 2013/14 berechtigte, wo sie allerdings gegen den FC St. Gallen nach 1:1 und 2:4 in der Play-off-Runde ausschieden. Durch den sechsten Tabellenplatz in der Spielzeit 2013/14 wurde die Startberechtigung für die Teilnahme an den europäischen Pokalwettbewerben verpasst. Am 18. März 2014 wurde Waleri Karpin nach einer Reihe von Niederlagen beurlaubt. Infolgedessen wurde dem Schweizer Murat Yakın der Chef-Trainerposten bei Spartak für die Saison 2014/15 anvertraut. Im Mai 2015 gab der Verein bekannt, sich mit sofortiger Wirkung von Murat Yakın zu trennen, da lediglich der sechste Tabellenplatz erreicht werden konnte und somit der Auftritt auf der europäischen Bühne dem Verein erneut verwehrt blieb. Im Juni 2015 übernahm der Russe Dmitri Alenitschew, der als Spieler insgesamt 143 Ligapartien für den Verein absolvierte, den Chef-Trainerposten bei Spartak.
In der Premjer-Liga 2015/16 belegte Spartak den fünften Platz in der Abschlusstabelle. Somit war der Club berechtigt in der dritten Qualifikationsrunde in den Kampf um die UEFA Europa League 2016/17 einzusteigen, wo sie auf den AEK Larnaka trafen und nach einem Unentschieden sowie anschließender Heimniederlage dem zypriotischen Team unterlegen waren. Gleich nach diesem Ausscheiden verließ Dmitri Alenitschew den Verein.

#### Seit 2016
Am 17. August 2016 übernahm der Italiener Massimo Carrera das Amt des Cheftrainers. Unter der Leitung des neuen Cheftrainers wurde die seit 2001 andauernde Durststrecke beendet. Drei Spieltage vor dem Ende der Spielzeit 2016/17 stand der lang ersehnte zehnte russische Meistertitel fest. Dadurch nahm Spartak an der Gruppenphase der UEFA Champions League 2017/18 teil. In der Gruppe E traf Moskau auf FC Sevilla, FC Liverpool und den NK Maribor. Als Gruppendritter wurde zwar das Achtelfinale in diesem Wettbewerb verpasst, jedoch qualifizierten sie sich für eine Teilnahme in der UEFA Europa League 2017/18. Im Sechzehntelfinale wurde der Athletic Bilbao zugelost. Zwar konnte nach einer 1:3-Heimniederlage noch ein 2:1-Auswärtssieg errungen werden, doch Spartak war in der Endabrechnung ausgeschieden.
In der darauffolgenden Saison verlor Spartak Moskau in der Qualifikation zur UEFA Champions League 2018/19 in der 3. Qualifikationsrunde gegen PAOK Thessaloniki und erreichte hierdurch die Gruppenphase der UEFA Europa League 2018/19. Dort belegte man den letzten Platz in der Gruppe und schied aus. In der Saison 2019/20 wurde die Champions League nicht erreicht. Spartak nahm an der Qualifikation zur UEFA Europa League 2019/20 teil und schied in den Play-offs gegen Sporting Braga aus. In der Saison 2020/21 konnte der Verein an keinem europäischen Wettbewerb teilnehmen. In der UEFA Champions League 2021/22 nahm Spartak wieder an der Qualifikation teil, unterlag aber Benfica Lissabon. In der daraus resultierenden Teilnahme in der Gruppenphase der UEFA Europa League 2021/22 wurde Spartak Gruppenerster und zog ins Achtelfinale ein. Die UEFA schloss jedoch wegen des russischen Überfalls auf die Ukraine alle russischen Mannschaften von ihren Wettbewerben aus, so dass der vorgesehene Achtelfinalgegner RB Leipzig ins Viertelfinale einzog.
Seither gelang Spartak Moskau lediglich der vierte Pokalsieg der Vereinsgeschichte mit einem 2:1-Sieg im Stadtderby gegen Dynamo Moskau. In der Liga belegte man jedoch einen enttäuschenden zehnten Platz und zum Start in die Saison 2022/23 verlor man im russischen Supercup mit 0:4 gegen den Meister Zenit St. Petersburg. Diese Spielzeit beendete man in der Liga zumindest auf dem dritten Platz. In der darauffolgenden Saison 2023/24 erreichte Spartak den fünften Tabellenplatz und im russischen Pokal das Halbfinale, wo man überraschend dem Aufsteiger Baltika Kaliningrad mit 0:1 unterlag.

## Stadion

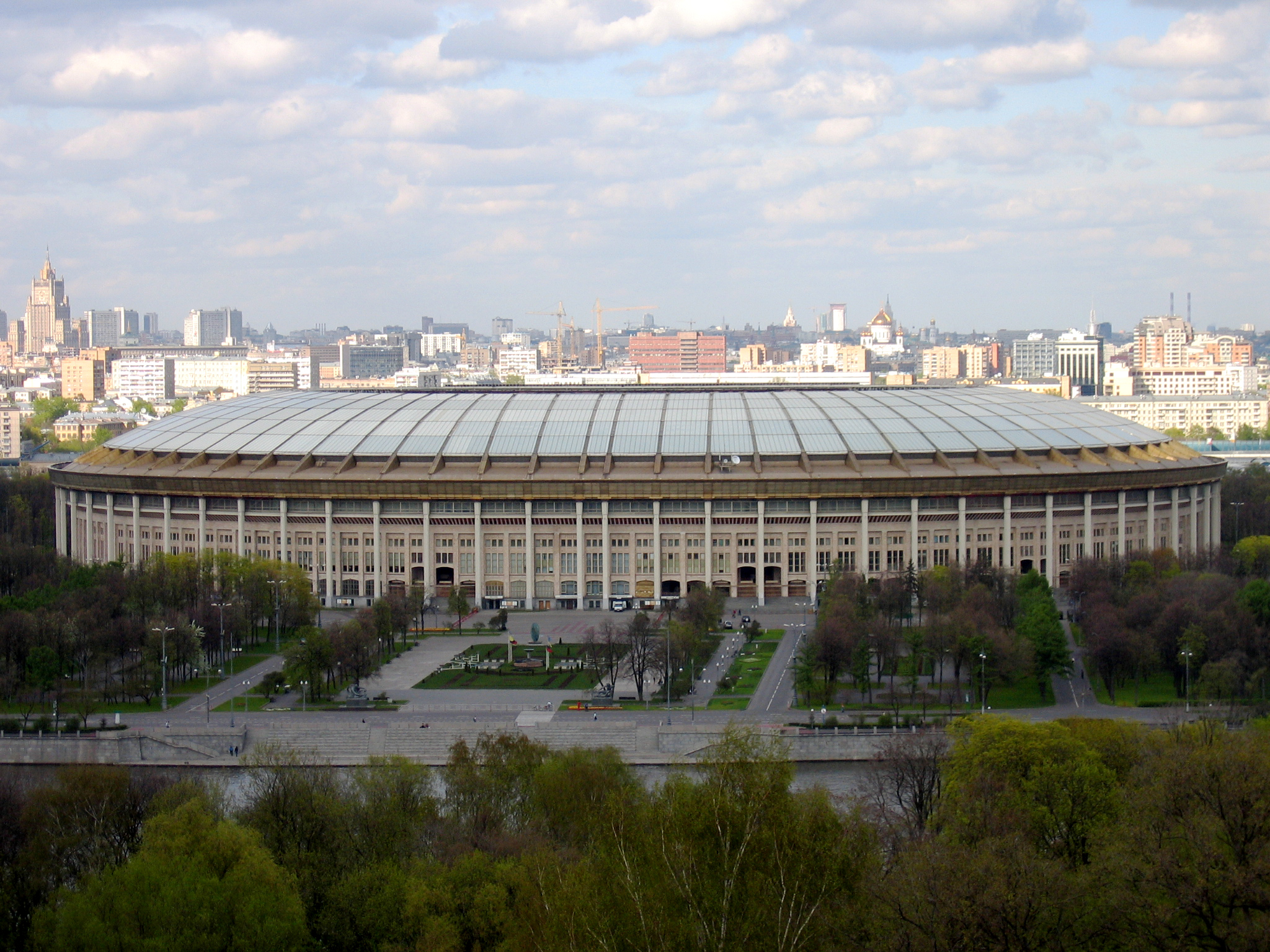
Das Olympiastadion Luschniki

Die Fußballabteilung von Spartak Moskau trug bis zum Ende der Saison 2012/2013 ihre Heimspiele im 84.864 Zuschauer fassenden Olympiastadion Luschniki aus, das bereits im Jahre 1956 erbaut wurde. Spartak Moskau besaß nie ein eigenes Stadion und musste in seiner Geschichte immer auf die Stadien anderer Moskauer Vereine ausweichen.

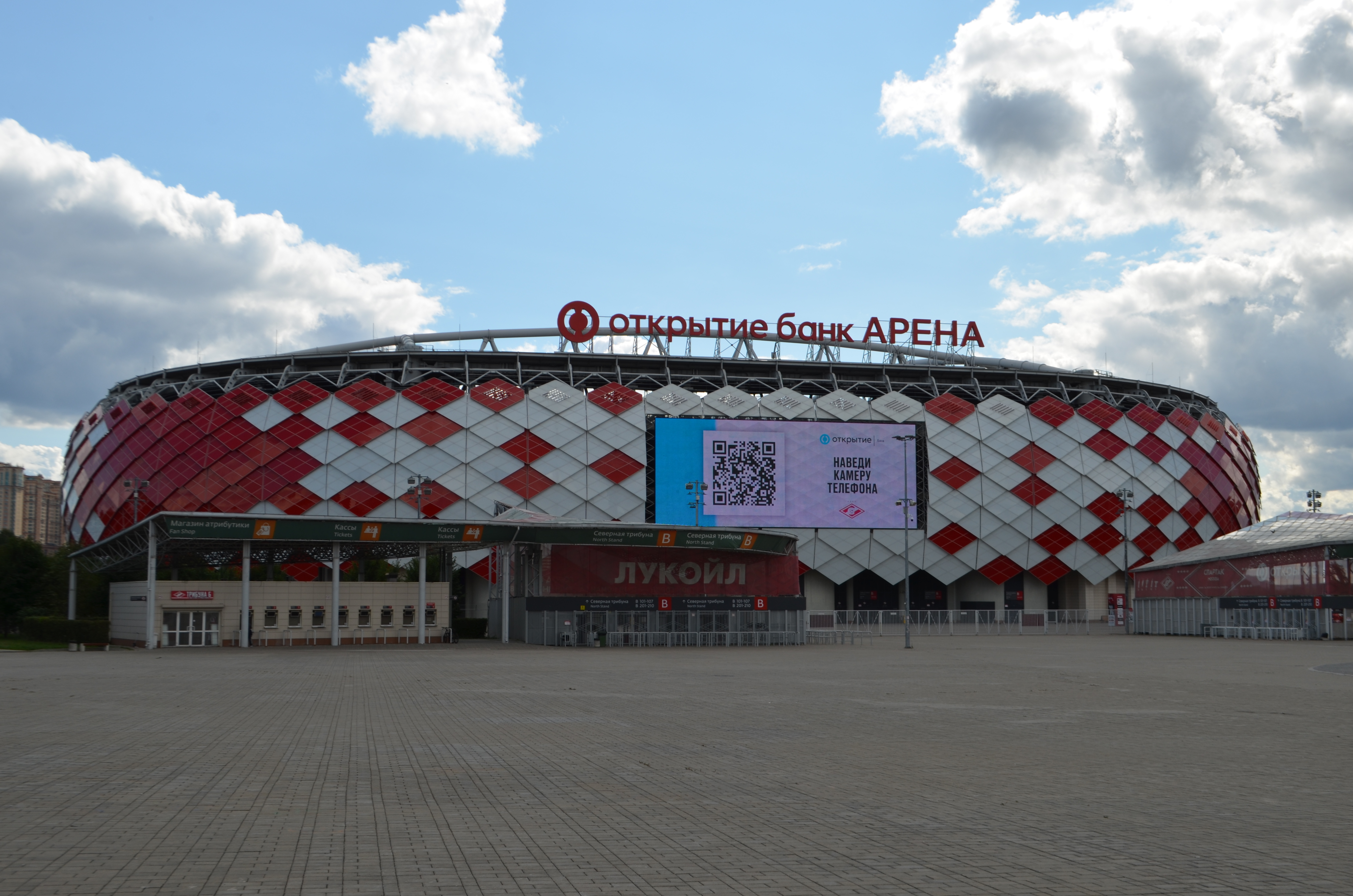
Die Otkrytije Bank Arena im August 2021

Ende des Jahres 2006 wurde dem Bau eines eigenen neuen, reinen Fußballstadions ohne Laufbahn zugestimmt. Entstehen sollte das Objekt, welches von den ar.te.plan-Architekten aus Dortmund entworfen wurde, auf einem Teil des ehemaligen Flugfeldes Moskau-Tuschino in der Nähe von Moskau. Zwar sank die Zuschauer-Kapazität im Vergleich zum Olympiastadion Luschniki auf ca. 42.000, doch hat der Verein nun eines der modernsten Stadien der Welt. Ein weiterer wichtiger und vor allem für die Fans von Spartak bedeutender Grund für den Neubau war, dass sich das Luschniki-Stadion damalig im Besitz des Lokalrivalen Torpedo Moskau befand. Da das Luschniki-Stadion für die Saison 2013/2014 wegen Renovierungsarbeiten im Zuge der Vorbereitung für die Weltmeisterschaft nicht zur Verfügung stand, einigte man sich mit Lokomotive Moskau auf die Benutzung deren Stadions. Die Inbetriebnahme des eigenen Stadions war bereits für 2009 angedacht, wurde aber infolge der Weltwirtschaftskrise zunächst auf das Jahr 2010, zuletzt auf den 24. Juli 2014 verschoben. Schließlich wurde am 5. September 2014 Spartaks neue Spielstätte mit einem Freundschaftsspiel vor 37.734 Zuschauern gegen Roter Stern Belgrad (1:1) eingeweiht. Zum 1. Januar 2024 wurde der Name des Stadions in Lukoil Arena geändert.

## Sponsoren
Der Hauptsponsor des Vereins ist der größte russische Mineralölkonzern Lukoil.

## Erfolge

### National
- Meister:
  - Sowjetunion (12 ×): 1936, 1938, 1939, 1952, 1953, 1956, 1958, 1962, 1969, 1979, 1987, 1989
  - Russland (10 ×): 1992, 1993, 1994, 1996, 1997, 1998, 1999, 2000, 2001, 2017
- Pokalsieger:
  - Sowjetunion (10 ×): 1938, 1939, 1946, 1947, 1950, 1958, 1963, 1965, 1971, 1992
  - Russland (4 ×): 1994, 1998, 2003, 2022
- Russischer Supercupsieger (1 ×): 2017

### International
- Halbfinalist Europapokal der Landesmeister: 1990/91
- Halbfinalist Europapokal der Pokalsieger: 1992/93
- Halbfinalist UEFA-Pokal: 1997/98
- GUS-Pokalsieger (6 ×): 1993, 1994, 1995, 1999, 2000, 2001

## Wissenswertes

### Rekordtorschützen
Von 1949 bis 1959 erzielte Nikita Simonjan 133 Tore. Kein Spieler schoss bisher mehr Tore für Spartak Moskau.
| Platz | Name des Spielers    | Tore | Zeitraum  |
| ----- | -------------------- | ---- | --------- |
| 1.    | Nikita Simonjan      | 133  | 1949–1959 |
| 2.    | Sergei Rodionow      | 119  | 1979–1995 |
| 3.    | Galimsjan Chussainow | 102  | 1961–1973 |
| 4.    | Fjodor Tscherenkow   | 95   | 1977–1993 |
| 5.    | Roman Pawljutschenko | 89   | 2003–2008 |
| 6.    | Juri Gawrilow        | 89   | 1977–1985 |
| 7.    | Jegor Titow          | 87   | 1995–2008 |
| 8.    | Anatoli Iljin        | 83   | 1949–1962 |
| 9.    | Juri Sewidow         | 71   | 1960–1965 |
| 10.   | Andrei Tichonow      | 68   | 1992–2000 |

Bemerkung: Gezählt wurden nur Ligatreffer. Tore in nationalen und internationalen Pokalwettbewerben wurden nicht mit einbezogen. Stand: Ende der Saison 2014/15.

### Rekordspieler
1993 stellte Fjodor Tscherenkow mit 398 absolvierten Partien für Spartak Moskau den Rekord für die meisten Ligaspiele im Dress von Spartak auf.
| Platz | Name des Spielers    | Einsätze | Zeitraum  |
| ----- | -------------------- | -------- | --------- |
| 1.    | Fjodor Tscherenkow   | 398      | 1977–1993 |
| 2.    | Igor Netto           | 368      | 1948–1966 |
| 3.    | Gennadi Logofet      | 349      | 1960–1975 |
| 4.    | Galimsjan Chussainow | 347      | 1961–1973 |
| 5.    | Rinat Dassajew       | 335      | 1977–1988 |
| 6.    | Jegor Titow          | 324      | 1995–2008 |
| 7.    | Sergei Rodionow      | 303      | 1979–1995 |
| 8.    | Juri Gawrilow        | 280      | 1977–1985 |
| 9.    | Anatoli Krutikow     | 269      | 1959–1968 |
| 10.   | Alexei Paramonow     | 264      | 1948–1959 |

Bemerkung: Gezählt wurden nur Ligaspiele. Spiele in nationalen und internationalen Pokalwettbewerben wurden nicht mit einbezogen. Stand: Ende der Saison 2014/15.

## Spieler

### Russland
- Dmitri Alenitschew
- Alexander Belenow
- Artjom Besrodny
- Wladimir Bestschastnych
- Dinijar Biljaletdinow
- Denis Bojarinzew
- Wladimir Bystrow
- Sergei Dmitrijew
- Soslan Dschanajew
- Artjom Dsjuba
- Denis Gluschakow
- Konstantin Golowskoi
- Sergei Gorlukowitsch
- Wladimir Granat
- Oleg Iwanow
- Sergei Juran
- Waleri Karpin
- Dmitri Kombarow
- Kirill Kombarow
- Alexander Koslow
- Juri Kowtun
- Fjodor Kudrjaschow
- Oleg Kusmin
- Igor Ledjachow
- Juri Nikiforow
- Wiktor Onopko
- Sergei Parschiwljuk
- Roman Pawljutschenko
- Sergei Pessjakow
- Nikolai Pissarew
- Pawel Pogrebnjak
- Alexander Prudnikow
- Dmitri Radtschenko
- Alexei Rebko
- Renat Sabitow
- Nikolai Sabolotny
- Iwan Sajenko
- Alexander Samedow
- Roman Schirokow
- Roman Schischkin
- Dmitri Sytschow
- Andrei Tichonow
- Jegor Titow
- Dmitri Torbinski
- Ilja Zymbalar
- Wsewolod Bobrow
- Galimsjan Chussainow
- Wagis Chidijatullin
- Rinat Dassajew
- Juri Falin
- Juri Gawrilow
- Sergei Gorlukowitsch
- Edgar Hess
- Anatoli Issajew
- Andrei Iwanow
- Georgi Jarzew
- Alexander Karatajew
- Anatoli Krutikow
- Wassili Kulkow
- Gennadi Logofet
- Jewgeni Lowtschew
- Wladimir Maslatschenko
- Anatoli Masljonkin
- Alexander Mostowoi
- Igor Netto
- Wiktor Passulko
- Sergei Rodionow
- Oleg Romanzew
- Michail Rusjajew
- Sergei Salnikow
- Igor Schalimow
- Sergei Schawlo
- Waleri Schmarow
- Juri Sewidow
- Dschemal Silagadse
- Nikita Simonjan
- Juri Sjomin
- Nikolai Starostin
- Boris Tatuschin
- Fjodor Tscherenkow
- Stanislaw Tschertschessow

### GUS und ehemalige Sowjetunion
- Jura Mowsisjan
- Aras Özbiliz
- Tarmo Kink
- Dschano Ananidse
- Otar Chisaneischwili
- Ansor Kawasaschwili
- Giorgi Lomaia
- Kachaber Zchadadse
- Andrei Sidelnikow
- Andrejs Rubins
- Ignas Dedura
- Gintaras Staučė
- Serghei Covalciuc
- Raschid Rachimow
- Andrij Dykan
- Maxym Kalynytschenko
- Serhij Nahornjak
- Wladyslaw Waschtschuk
- Jafar Irismetov

### Europa
- Adnan Gušo
- Iwelin Popow
- Patrick Ebert
- Malik Fathi
- André Schürrle
- Serdar Taşçı
- Roman Eremenko
- Aiden McGeady
- Salvatore Bocchetti
- Mario Pašalić
- Stipe Pletikosa
- Ognjen Vukojević
- Nikola Gjoševski
- Goran Maznov
- Igor Mitreski
- Nikola Drinčić
- Quincy Promes
- Guus Til
- Demy de Zeeuw
- Emanuel Pogatetz
- Martin Stranzl
- Wojciech Kowalewski
- Adrian Iencsi
- Florin Șoavă
- Gabriel Tamaș
- Kim Källström
- Nikola Maksimović
- Dušan Petković
- Nemanja Vidić
- Sergio Rodríguez García
- Jurado
- Martin Jiránek
- Radoslav Kováč
- Marek Suchý
- Aleš Urbánek
- Szabolcs Sáfár

### Amerika
- Fernando Cavenaghi
- Tino Costa
- Cristian Maidana
- Nicolás Pareja
- Clemente Rodríguez
- Marcos Rojo
- Luiz Adriano
- Alex
- Ari
- Rafael Carioca
- João Carlos
- Fernando
- Ibson
- Marcão
- Maurício
- Mozart
- Robert
- Rômulo
- Pedro Rocha
- Welliton
- Lucas Barrios
- Lorenzo Melgarejo
- Marcelo Sosa

### Afrika
- Sofiane Hanni
- Lawrence Adjei
- Waris Majeed
- Quincy
- Zé Luís
- Emmanuel Emenike
- Fashion Sakala

## Trainer
- 193600000:  Antonín Fivébr
- 193600000:  Michail Koslow
- 1937–1938:  Konstantin Kwaschnin
- 1938–1939:  Pjotr Popow
- 194000000:  Wladimir Gorochow
- 194100000:  Pjotr Popow
- 1942–1943:  Wladimir Gorochow
- 194400000:  Konstantin Kwaschnin
- 194500000:  Pjotr Issakow
- 1945–1947:  Albert Wolrat
- 194800000:  Konstantin Kwaschnin
- 1949–1951:  Abram Dangulow
- 195100000:  Georgi Glaskow
- 1952–1954:  Wassili Sokolow
- 1955–1959:  Nikolai Guljajew
- 1960–1965:  Nikita Simonjan
- 196600000:  Nikolai Guljajew
- 196700000:  Sergei Salnikow
- 1967–1972:  Nikita Simonjan
- 1973–1975:  Nikolai Guljajew
- 197600000:  Anatoli Krutikow
- 1977–1988:  Konstantin Beskow
- 1989–1995:  Oleg Romanzew
- 199600000:  Georgi Jarzew
- 1997–2003:  Oleg Romanzew
- 200300000:  Andrei Tschernyschow
- 200400000:  Nevio Scala
- 2004–2006:  Alexander Starkow
- 2006–2007:  Wladimir Fedotow
- 2007–2008:  Stanislaw Tschertschessow
- 200800000:  Igor Ledjachow (interim)
- 2008–2009:  Michael Laudrup
- 2009–2012:  Waleri Karpin
- 201200000:  Unai Emery
- 2012–2014:  Waleri Karpin
- 201400000:  Dmitri Gunko
- 2014–2015:  Murat Yakin
- 2015–2016:  Dmitri Alenitschew
- 2016–2018:  Massimo Carrera
- 2018–2019:  Oleg Kononow
- 2019–2021:  Domenico Tedesco
- 202100000:  Rui Vitória
- 2021–0000:  Paolo Vanoli

## Zweite Mannschaft
Spartak Moskau II ist ebenfalls eine Profimannschaft, die 2024 in der viertklassigen 2. Liga Division B spielte. Immer wieder schafften Spieler der zweiten Mannschaft den Sprung in den Kader der Profimannschaft, wurden später dort Stammspieler und Nationalspieler.

## Andere Sportarten
- Eishockey: HK Spartak Moskau
- Futsal: MFK Spartak Moskau
- Handball: GK Spartak Moskau
- Rugby: Spartak-GM Moskau
- Unihockey: FBC Spartak Moskau
- E-Sport: Spartak Esports